# Veaceslav Sofroni
Veaceslav Sofroni (ur. 30 kwietnia 1984 roku) – mołdawski piłkarz, grający na pozycji napastnika. Od 2010 roku jest piłkarzem azerskiego Bakı FK.